# Pseudoanthidium ochrognathum
Pseudoanthidium ochrognathum är en biart som först beskrevs av Johann Dietrich Alfken 1932.  Pseudoanthidium ochrognathum ingår i släktet Pseudoanthidium och familjen buksamlarbin. Inga underarter finns listade i Catalogue of Life.